# 时松海
时松海（1974年12月—），江苏东台人，中国神经生物学家，清华大学生命科学学院院长、中国科学院院士。

## 生平
时松海出生于江苏省东台市广山镇广山村。1991年考入清华大学生物科学与技术系。1996年毕业后赴美国留学，在冷泉港实验室与纽约州立大学石溪分校的遗传学联合项目攻读博士，师从罗伯托·马利诺。2000年获博士学位后前往加利福尼亚大学旧金山分校，在詹裕农指导下从事博士后研究。2006年起任职于纪念斯隆-凯特琳癌症中心与康奈尔医学院。2019年回到中国，任清华大学生命科学学院院长、清华大学—IDG/麦戈文脑科学研究院院长。2023年当选中国科学院生命科学和医学学部院士。